# Marasmius tinctorius
Marasmius tinctorius är en svampart som beskrevs av Massee 1898. Marasmius tinctorius ingår i släktet Marasmius och familjen Marasmiaceae.   Inga underarter finns listade i Catalogue of Life.